# Miguel Estrada Mendoza
Miguel Luis Estrada Mendoza (Lima, Perú, 5 de marzo de 1964) es un académico e ingeniero civil peruano. Fue el tercer Ministro de Vivienda, Construcción y Saneamiento del Perú en el Gobierno de Martín Vizcarra, entre el 26 de abril y el 30 de septiembre de 2019.

## Biografía
Nació en Lima, donde realizó sus estudios escolares en el Colegio Nacional Bartolomé Herrera de esta ciudad. Estudió Ingeniería Civil en la Universidad Nacional de Ingeniería graduándose en el año 1989. Realizó una Maestría en Ciencias y un Doctorado obteniendo el título de PhD en Ingeniería Civil en la Universidad de Tokio, realizando sus actividades de investigación en el Instituto de Ciencia Industrial. Al terminar sus estudios de doctorado se trasladó a la Universidad de Chiba, para realizar actividades de posdoctorado.
Entre los años 1992 y 1993 recibió una beca de la Agencia de Cooperación Internacional del Japón (JICA) para realizar estudios en Planeamiento para la Prevención de Desastres y Sistemas de Información Geográfica, posteriormente en 2013 recibió una beca para asistir Seminario "Future Cities" Initiatives. En 2015 asistió a un Encuentro de Trabajo sobre Geomática en la Universidad Técnica de Ciencias Aplicadas de Regensburg (OTHR) Alemania. En 2016 recibió una beca de la Oficina de los Estados Unidos de Asistencia para Desastres en el Extranjero (USAID/OFDA-LAC) para asistir a la pasantía e Intercambio Técnico en la Universidad Estatal de Luisiana. 
Entre los años 2013 y 2018 fue director del Centro Peruano Japonés de Investigaciones Sísmicas y Mitigación de Desastres (CISMID) de la Facultad de Ingeniería Civil, promoviendo la construcción del Centro de Observación para Ingeniería Sísmica y el Centro de Sensibilización y Aprendizaje sobre Terremotos y Tsunamis. Así mismo desarrolló investigaciones en sistemas geoespaciales con soporte en sistemas de información geográfica y teledetección aplicados a la gestión del riesgo de desastres por sismo y tsunami.
En el campo académico, ha sido investigador de la Universidad de Chiba en Japón y profesor de la Universidad Nacional de Ingeniería y la Universidad Ricardo Palma en las escuelas de Ingeniería Civil en pregrado y posgrado.
En julio de 2018 fue designado como Presidente Ejecutivo del Servicio Nacional de Capacitación para la Industria de la Construcción (SENCICO).
En abril de 2019 fue nombrado como Ministro de Vivienda, Construcción y Saneamiento por el presidente Martín Vizcarra. Fue miembro Director del Directorio del Servicio de Agua Potable y Alcantarillado de Lima (SEDAPAL) presidiendo el Comité de Auditoría y Gestión de Riesgo.

## Publicaciones
Nota: Esta es una lista de los tres trabajos científicos más citados del investigador; para revisar el listado completo revise el perfil del investigador en Google Scholar.
- Estrada, Miguel; Yamazaki, Fumio; Matsuoka, Masashi (2000). «Use of Landsat Images for the Identification of Damage Due to the 1999 Kocaeli, Turkey Earthquake». Poster Session 3. Proceedings of the 21st Asian Conference on Remote Sensing (Taiwán: Taipéi) 2: 1185-1190.
- Estrada, Miguel; Kohiyama, Masayuki; Matsuoka, Masashi; Yamazaki, Fumio (2001). «Detection of damage due to the 2001 El Salvador earthquake using Landsat images». Proceedings of the 22nd Asian Conference on Remote Sensing (Singapur) 2: 1372-1377. Archivado desde el original el 14 de abril de 2024. Consultado el 27 de marzo de 2022.

- Matsuoka, Masashi; Estrada, Miguel (2001). «Journal of Japan Association for Earthquake Engineering». Journal of Japan Association for Earthquake Engineering (Singapur: Japan Association for Earthquake Engineering) 12 (6): 36-49.

## Reconocimientos
- Orden de la Ingeniería Peruana del Colegio de Ingenieros del Perú.